# Gioacchino Pagliei

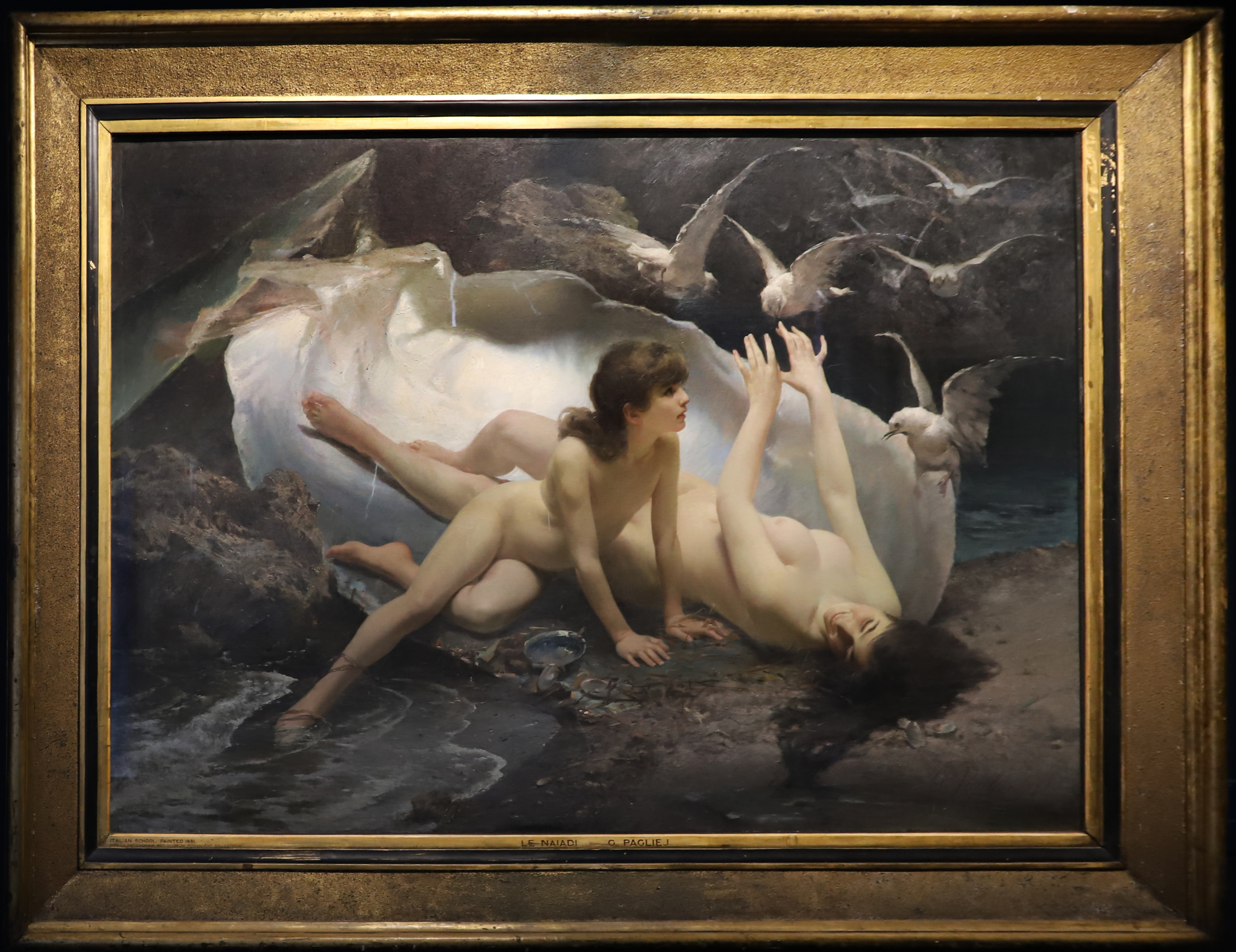
Le naiadi, 1881

Gioacchino Pagliei (Subiaco, 1852 – Roma, 23 agosto 1896) è stato un pittore italiano che realizzò alcune delle sue opere in stile neopompeiano.

## Biografia

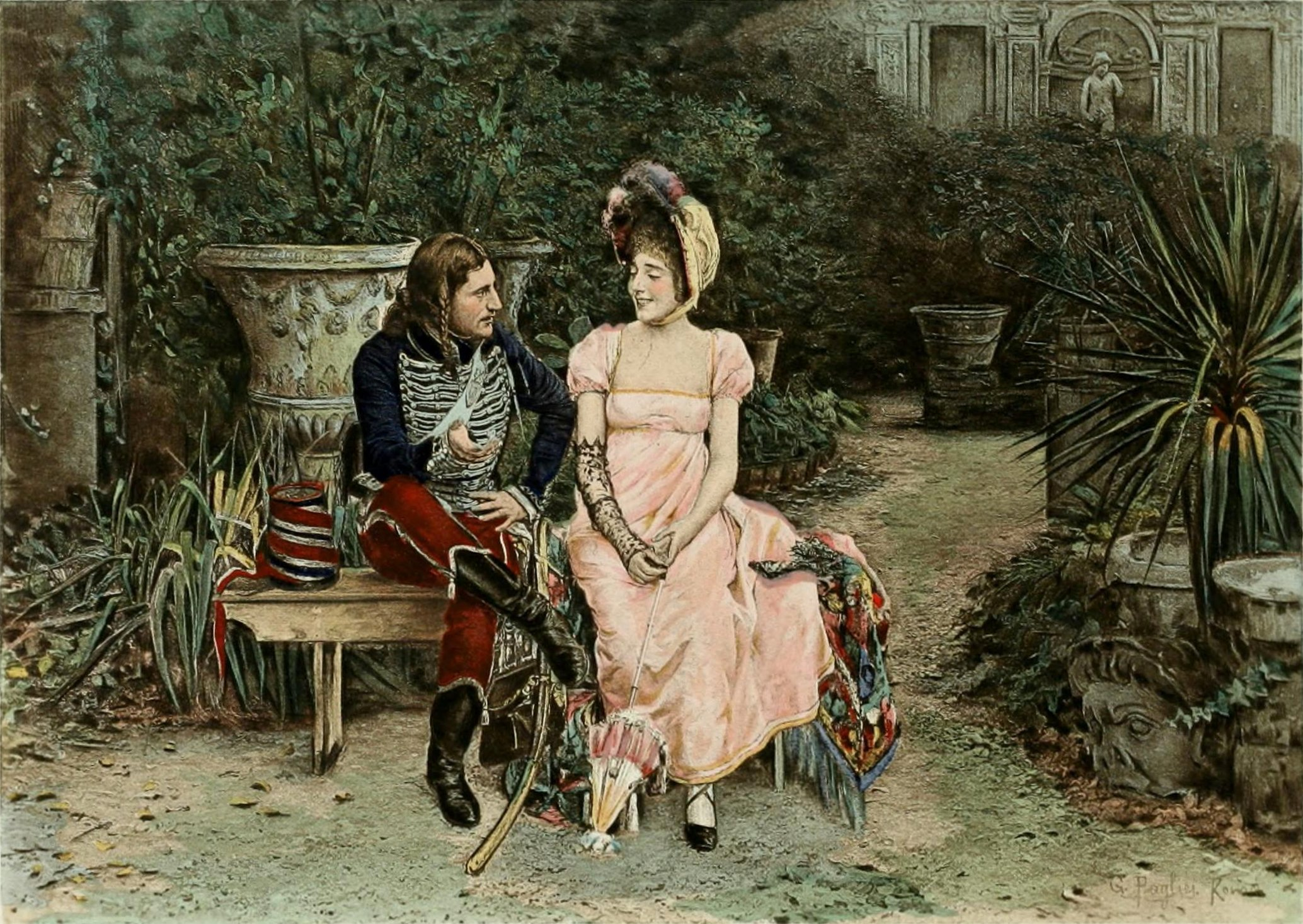
Al giardino, data sconosciuta

Originario del comune laziale di Subiaco, Pagliei studiò a Roma, all'accademia di san Luca, dove nel 1871 vinse un premio per un disegno e un tema. Egli vinse il concorso Pellegrini con la figura Merveilleuse, alla quale sarebbe poi seguita l'opera La sirena.
Dopo essere stato un alunno di Francesco Grandi, lavorò alla decorazione della chiesa di San Lorenzo in Damaso. Lavorò anche al palazzo del Quirinale e al villino Folchi di Roma.
Uno dei suoi alunni fu il pittore Giovanni Costantini. Venne presentato alla Società degli Amatori e Cultori delle Belle Arti negli anni 1880, dove espose la già citata Merveilleuse (1881), che venne acquistata dal re Umberto I di Savoia, Un costume dell'impero (1882), L'imbarazzo (1884) e Nella scala (1895-1896). Gioacchino Pagliei morì a Roma nel 1896. Varie sue tele, in particolare quelle con i soggetti settecenteschi, circolano nel mercato d'arte e spesso vengono messe all'asta, soprattutto nel mondo anglosassone.

## Opere scelte

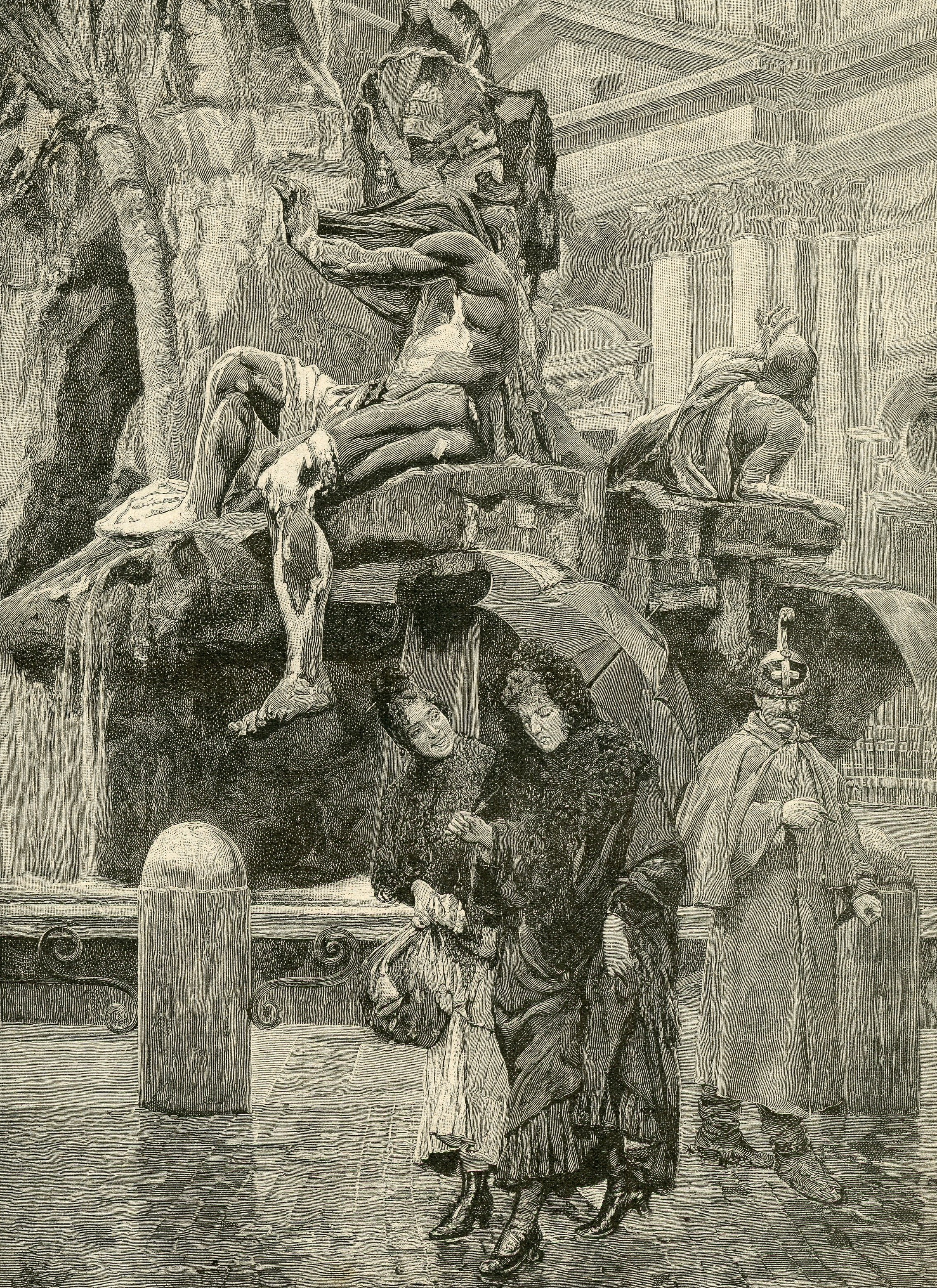
Una riproduzione silografica del dipinto In piazza Navona del 1892.

- Sant’Agostino, 1876
- Merveilleuse, 1881
- Le Naiadi, 1881
- La sirena, 1882
- Gli ultimi tocchi
- La danza
- Al ballo
- Al giardino
- Un costume dell'impero, 1882
- L'imbarazzo, 1884
- In piazza Navona, 1892[8]
- Nella scala, 1895-1896.